# Handstudie

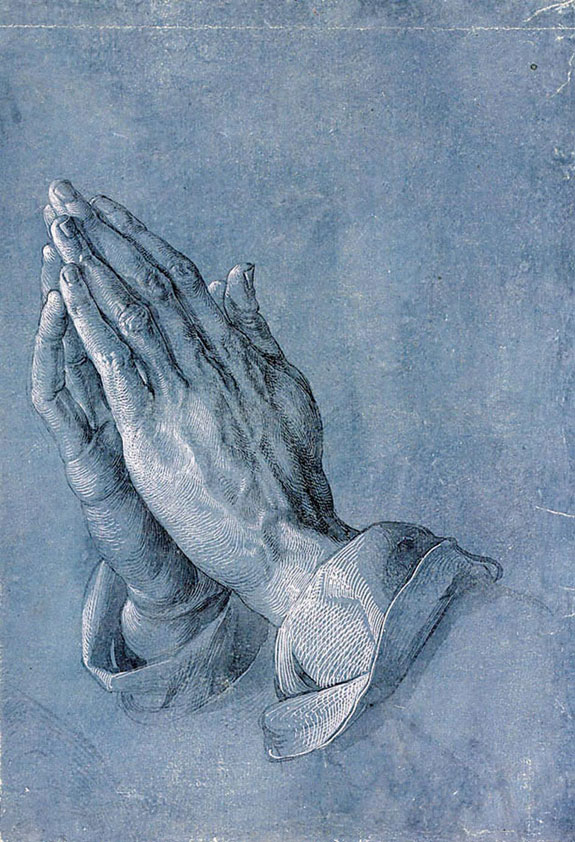
Betende Hände von Dürer

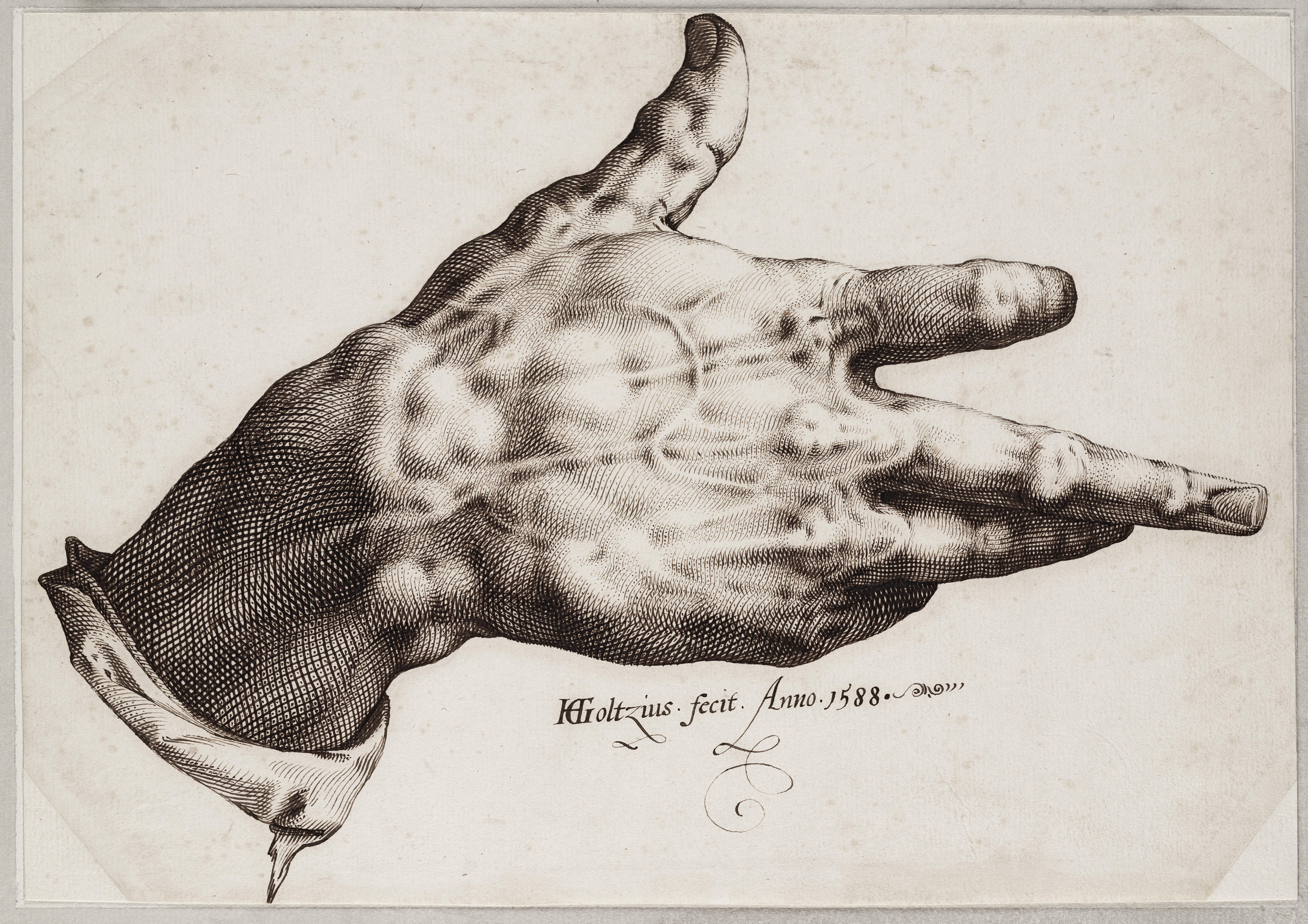
Goltzius's Right Hand, 1588

Eine Handstudie ist die grafische, anatomisch korrekte Erfassung und Darstellung der menschlichen Hand. 
Eine Handstudie selbst stellt kein endgültiges Werk dar, sondern nur die Vorbereitung auf einen bestimmten Teil des Werkes. Die Hand im künstlerischen Sinne beeindruckte in der bildenden Kunst auf eine Weise, die es schwer machte, sie realistisch und ausdrucksstark darzustellen. Eine Hand kann mindestens genau so viel, wenn nicht sogar mehr Aussagekraft besitzen als die Mimik von Augen und Gesicht. 
Aus Handhaltung und Handstellung lässt sich viel aus einem Bild herauslesen, bzw. heraus interpretieren. 
Die wohl bekannteste Handstudie ist die Zeichnung Betende Hände von Albrecht Dürer vom Anfang des 16. Jh.